# TyTy Washington
Tyrone Lewis "TyTy" Washington Jr., né le 15 novembre 2001 à Phoenix en Arizona, est un joueur américain de basket-ball évoluant au poste de meneur et mesurant 1,89 m.

## Biographie

### Carrière universitaire
TyTy Washington évolue avec les Wildcats du Kentucky en université. Le 8 janvier 2022, il inscrit 17 points et réalise 17 passes décisives dans une victoire face aux Bulldogs de la Géorgie. Il bat son record en carrière une semaine plus tard en inscrivant 28 points dans une victoire face aux Volunteers du Tennessee. Le 16 avril 2022, il se présente à la draft 2022 où il est attendu parmi les vingt premiers choix.

### Carrière professionnelle

#### Rockets de Houston (2022-2023)
Lors de la draft 2022, il est choisi en 29e position par les Grizzlies de Memphis puis transféré vers les Rockets de Houston.
En juillet 2023, il est transféré avec Usman Garuba vers les Hawks d'Atlanta. Il est par la suite transféré au Thunder d'Oklahoma City avec Usman Garuba et Rudy Gay contre Patty Mills et licencié en août.

#### Bucks de Milwaukee (2023-2024)
En août 2023, TyTy Washington signe un contrat two-way avec les Bucks de Milwaukee pour la saison 2023-2024.

#### Suns de Phoenix (depuis 2024)
En août 2024, Washington rejoint les Suns de Phoenix avec un nouveau contrat two-way.

## Palmarès

### Lycée
- Jordan Brand Classic en 2021

### Universitaire
- Second-team All SEC en 2022
- SEC All-Freshman Team en 2022

## Statistiques

### Universitaires
| Saison    | Équipe   | Matchs | Titul. | Min./m | % Tir | % 3pts | % LF | Rbds/m. | Pass/m. | Int/m. | Ctr/m. | Pts/m. |
| --------- | -------- | ------ | ------ | ------ | ----- | ------ | ---- | ------- | ------- | ------ | ------ | ------ |
| 2021-2022 | Kentucky | 31     | 29     | 29,2   | 45,1  | 35,0   | 75,0 | 3,45    | 3,87    | 1,29   | 0,19   | 12,51  |
| Carrière  | Carrière | 31     | 29     | 29,2   | 45,1  | 35,0   | 75,0 | 3,45    | 3,87    | 1,29   | 0,19   | 12,51  |

### Professionnelles
| Saison    | Équipe    | Matchs | Titul. | Min./m | % Tir | % 3pts | % LF | Rbds/m. | Pass/m. | Int/m. | Ctr/m. | Pts/m. |
| --------- | --------- | ------ | ------ | ------ | ----- | ------ | ---- | ------- | ------- | ------ | ------ | ------ |
| 2022-2023 | Houston   | 31     | 2      | 14,0   | 36,3  | 23,8   | 55,6 | 1,45    | 1,52    | 0,48   | 0,06   | 4,68   |
| 2023-2024 | Milwaukee | 11     | 0      | 5,1    | 30,0  | 33,3   | 0,0  | 0,45    | 0,45    | 0,27   | 0,00   | 1,27   |
| 2024-2025 | Phoenix   | 16     | 0      | 7,4    | 31,1  | 19,0   | 50,0 | 0,81    | 1,00    | 0,19   | 0,00   | 2,19   |
| Carrière  | Carrière  | 58     | 2      | 10,5   | 34,7  | 23,4   | 54,2 | 1,09    | 1,17    | 0,36   | 0,03   | 3,34   |

## Records sur une rencontre en NBA
Les records personnels de TyTy Washington en NBA sont les suivants, :
| Type de statistique        | Saison régulière | Saison régulière           | Saison régulière |
| Type de statistique        | Record           | Adversaire                 | Date             |
| -------------------------- | ---------------- | -------------------------- | ---------------- |
| Points                     | 20               | @ Thunder d'Oklahoma City  | 4 février 2023   |
| Paniers marqués            | 9                | @ Thunder d'Oklahoma City  | 4 février 2023   |
| Paniers tentés             | 16               | @ Thunder d'Oklahoma City  | 4 février 2023   |
| Paniers à 3 points réussis | 3                | @ Warriors de Golden State | 24 février 2023  |
| Paniers à 3 points tentés  | 7                | 2 fois                     | 2 fois           |
| Lancers francs réussis     | 2                | 4 fois                     | 4 fois           |
| Lancers francs tentés      | 3                | 2 fois                     | 2 fois           |
| Rebonds offensifs          | 2                | Nuggets de Denver          | 8 février 2025   |
| Rebonds défensifs          | 5                | 2 fois                     | 2 fois           |
| Rebonds totaux             | 6                | @ Heat de Miami            | 10 février 2023  |
| Passes décisives           | 6                | @ Heat de Miami            | 10 février 2023  |
| Interceptions              | 2                | 3 fois                     | 3 fois           |
| Contres                    | 1                | 2 fois                     | 2 fois           |
| Balles perdues             | 3                | Cavaliers de Cleveland     | 26 janvier 2023  |
| Minutes jouées             | 33               | @ Warriors de Golden State | 24 février 2023  |

- Double-double : 0
- Triple-double : 0

Dernière mise à jour : 1er juin 2025